# Фейетвилл-Манлиус
Старшая школа «Фейетвилл-Манлиус» (англ. Fayetteville-Manlius High School) — старшая школа в г. Манлиус, штат Нью-Йорк, США. Основана в 1962 году в результате слияния Уэллвудской средней школы и средней школы Игл-Хилл. Школа подведомственна Департаменту образования штата Нью-Йорк. 
Школьная спортивная команда в 2011 году заняла 6-е место в рейтинге лучших школьных спортивных команд США. В 2005 году в том же рейтинге команда занимала 3-е место; в 2001, 2006, 2007, — 4-е место; в 2009 году — 5-е место.
Восемь лет подряд (с 2003 по 2010 год) команда была чемпионом штата Нью-Йорк. В 2004 году команда школы заняла первое место в национальной научной олимпиаде, за что школа удостоилась благодарности от Палаты представителей США.

## Выпускники
- Бек, Гай
- Уэдж, Крис